# Cal Santpare (Sanaüja)
Cal Santpare és un edifici del municipi de Sanaüja (Segarra) que forma part de l'Inventari del Patrimoni Arquitectònic de Catalunya.

## Descripció

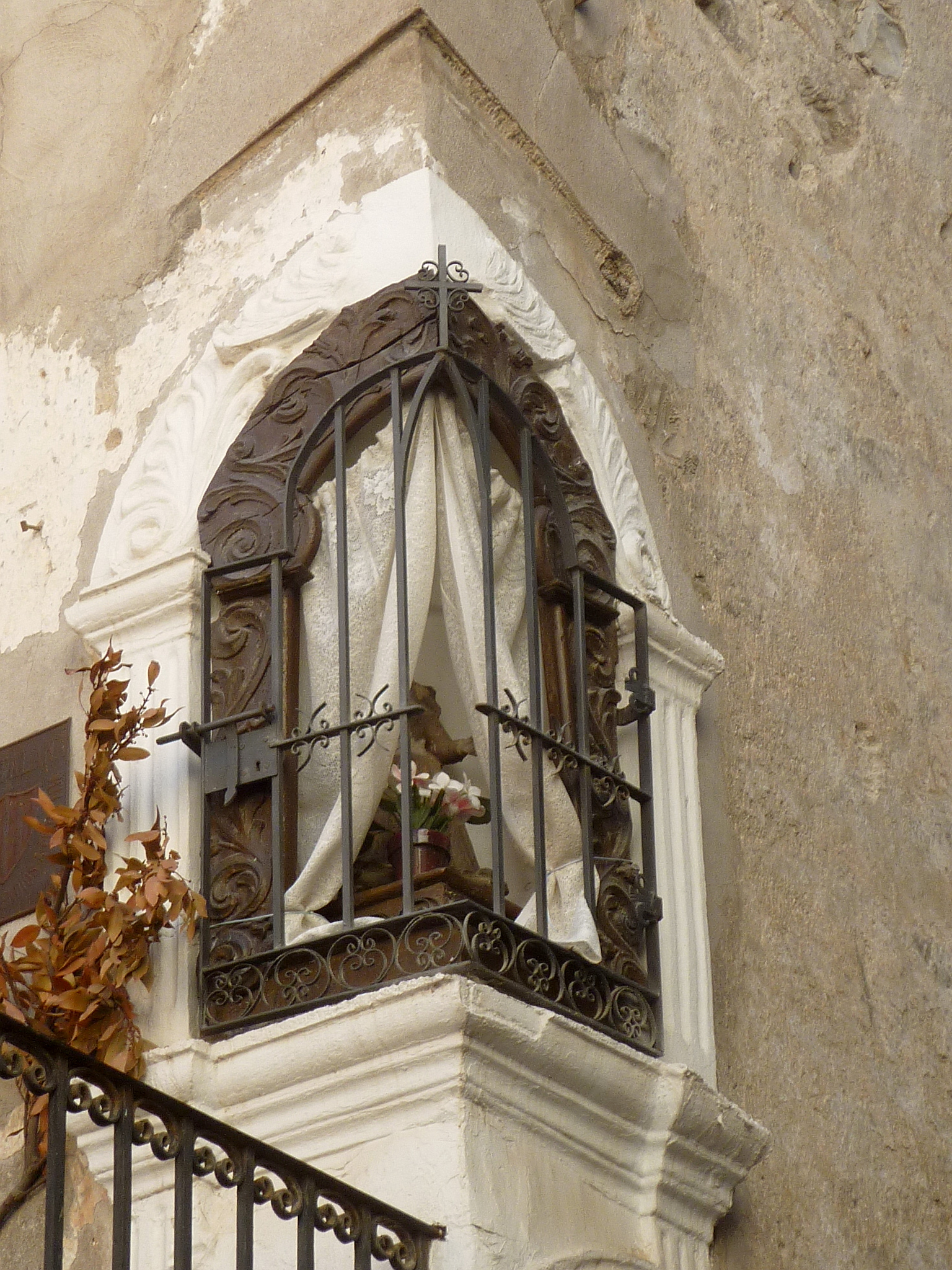
Fornícula

És un habitatge situat a un extrem de la plaça Major de Sanaüja, fent cantonada amb el carrer del Forn, estructurat amb planta baixa, dues plantes superiors i golfes, realitzat amb paredat, actualment visible a la part inferior, amb arrebossat superficial a les plantes superiors.
Com a element destacable trobem una fornícula cantonera situada a l'angle dret de la façana. És una fornícula apetxinada a la part superior, poc visible a causa de les cortinetes que formen un petit dosser. La fornícula queda emmarcada per un marc de fusta formant un arc apuntat amb decoració de relleus i motius vegetals, alhora emmarcat per un segon marc realitzat amb guix, el qual presenta el mateix tipus de decoració a la part superior, mentre que als laterals trobem dues petites columnes estriades i adossades al mur. Aquesta capelleta alberga una imatge de la Mare de Déu dels Dolors o de la Soledat.